# Brent Corrigan
Brent Corrigan, znany także jako Fox Ryder, właśc. Sean Paul Lockhart (ur. 31 października 1986 w Lewiston) – amerykański aktor, reżyser i producent filmowy, model pochodzenia szkockiego i irlandzkiego. Wystąpił w ponad 20 gejowskich filmach pornograficznych, znany również z ról w filmach: Obywatel Milk (2008), Judaszowy pocałunek (2011) i Potrójna gra (2013).

## Życiorys

### Rodzina
Urodził się w Lewiston w stanie Idaho. Dorastał na przedmieściach Mill Creek w pobliżu Seattle w stanie Waszyngton, wraz ze swoim starszym bratem, młodszym bratem i siostrą. Nie poznał biologicznego ojca. Jego matka pracowała jako instruktorka narciarstwa. Kiedy był w trzeciej klasie, jego matka odeszła, a rodzeństwo wychował ojczym. W lipcu 2003 wrócił do domu matki w San Diego w Kalifornii.
We wczesnych latach interesował się jazdą konną, kinematografią i reżyserią filmów. Kiedy miał 16 lat, spędzał weekendy w Los Angeles ze swoim pierwszym, starszym od niego chłopakiem. Mężczyzna przedstawił mu „szybką, wściekłą, niekontrolowaną stronę sceny gejowskiej”, z którą nie czuł się komfortowo.

### Kariera
Do rozpoczęcia kariery w branży pornograficznej namówił go jego życiowy partner, Grant Roye, który zaaranżował dla niego przesłuchanie z własnej sypialni przez kamerę internetową. Kiedy miał 17 lat, pojawił się w produkcji wytwórni Cobra Video Every Poolboy’s Dream (2003). Następnie występował w filmowych scenach erotycznych z właścicielem Cobra Video w sześciu „scenach akcji wideo” i jednej „nieagresywnej” scenie wideo. Między nim i reżyserem rozwinęła się relacja seksualna. Miał wówczas mniej niż 18 lat, kiedy ich związek się rozpoczął, a skończył się przed ukończeniem 18 lat. Dzięki występom w filmach Cobra Video stał się charakterystyczną twarzą w branży porno. Z czasem zrobił sobie tatuaż: niebieską, pięcioramienną gwiazdę na prawym pośladku. Zrealizował także kilka filmów z Pink Bird Media, Active Duty i Jet Set Men, później pracował również dla Falcon Studios i wytwórni Dirty Bird. W trakcie kariery wystąpił w 27 gejowskich filmach pornograficznych, głównie pod pseudonimem Brent Corrigan, choć w produkcjach The Velvet Mafia, część 1 i 2 (2006) i Best of Roman Heart (2008) używał pseudonimu scenicznego Fox Ryder. Bywał nazywany „Traci Lords z branży gejowskiej”.

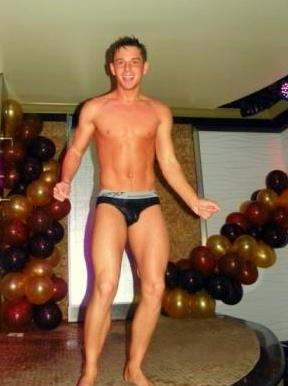
Corrigan

W 2006 wystąpił na Broadwayu w rock musicalu Didn't This Used to Be Fun. W 2008 zadebiutował jako reżyser filmowy. W 2010 pozostawił branżę porno, koncentrując się prawie wyłącznie na filmach o tematyce gejowskiej i filmach niezależnych, takich jak Judaszowy pocałunek, Another Gay Sequel: Gays Gone Wild, Sister Mary czy Welcome to New York. W 2011 wystąpił jako „Ricky” w odcinku I Was a Teenage Werebear w musicalu Chillerama w reżyserii Tima Sullivana. W 2011 otrzymał nagrodę wschodzącej gwiazdy Rising Star Award na Philadelphia QFest Festival. Zagrał w dreszczowcu Prawda (Truth, 2012). Był brany pod uwagę do roli Ryana w dreszczowcu Paula Schradera The Canyons (2013) z Lindsay Lohan i Jamesem Deenem, jednak ostatecznie angaż otrzymał Nolan Gerard Funk. W 2013 premierę miał wyreżyserowany przez niego dreszczowiec Potrójna gra, w którym zagrał także Andrew Warnera, jednego z głównych bohaterów filmu. W 2016 powrócił do występów w pornografii gejowskiej w filmie Falcon Studios Deep Release. Na podstawie jego życia zrealizowano dramat kryminalny King Cobra (2016). W 2017 jego zdjęcie zostało opublikowane w magazynie „FourTwoNine”.
W kwietniu 2011 zdobył czwarte miejsce w rankingu „Najlepsze aktorki i aktorzy porno” (Mejores actores y actrices porno) ogłoszonym przez hiszpański portal 20minutos.es. W maju 2015 zajął drugie miejsce w zestawieniu „najgorętszych gejowskich gwiazd porno na Instagramie” sporządzonym przez redakcję serwisu The Daily Dot, a w sierpniu 2017 zwyciężył w plebiscycie „19 gejowskich gwiazd porno, które chcesz śledzić na Twitterze” tej samej redakcji.

### Życie prywatne
W 2016 był zaręczony z aktorem JJ Knightem, z którym rozstał się wiosną 2018.

## Nagrody
| Rok  | Nagroda                | Kategoria                                         | Film                             | Inni wykonawcy                   |
| ---- | ---------------------- | ------------------------------------------------- | -------------------------------- | -------------------------------- |
| 2008 | Cybersocket Web Award  | Najlepsza strona internetowa gwiazdora porno      | –                                | –                                |
| 2008 | Golden Dickie Award    | Najlepszy aktor amator                            | –                                | –                                |
| 2009 | Grabby Award           | Najlepszy pasyw                                   | –                                | –                                |
| 2010 | GayVN Award            | Najlepszy aktor internetowy                       | –                                | –                                |
| 2010 | GayVN Award            | Najlepszy aktor pasywny                           | –                                | –                                |
| 2010 | GayVN Award            | Najlepsza amatorska realizacja                    | Brent Corrigan’s Big Easy (2009) | –                                |
| 2010 | TLA Gay Award          | Najlepszy aktor roku                              | –                                | –                                |
| 2012 | TLA Gay Award          | Twitter-maniak – Najbardziej produktywny w branży | –                                | –                                |
| 2013 | Grabby Award           | Wall of Fame                                      | –                                | –                                |
| 2016 | Pink X Gay Video Award | Najlepszy aktor                                   | Vegas Hustle (2015)              | –                                |
| 2017 | Grabby Award           | Całokształt twórczości                            | –                                | –                                |
| 2017 | Str8UpGayPorn Award    | Ulubiony gejowski aktor porno                     | –                                | –                                |
| 2018 | GayVN Award            | Najlepszy aktor                                   | –                                |                                  |
| 2018 | Raven’s Eden Award     | Motyl mediów społecznościowych                    | –                                | –                                |
| 2018 | PinkX Gay Video Award  | Najlepsza orgia                                   | Ultra Fan (2017)                 | Dominico Pacifico i Dorian Ferro |
| 2018 | Fleshbot Award         | Najlepsza osobowość mediów społecznościowych      | –                                | –                                |
| 2020 | Special Stiletto Award | Evolution Wonderlounge Hall of fame               | –                                | –                                |

## Wybrana filmografia
| Rok  | Tytuł                                              | Rola                 | Reżyser                                          |
| ---- | -------------------------------------------------- | -------------------- | ------------------------------------------------ |
| 2007 | Didn't This Used to Be Fun? (film krótkometrażowy) | Sean Lockhart        | Ryan J. Davis                                    |
| 2008 | Obywatel Milk (Milk)                               | łącznik telefoniczny | Gus Van Sant                                     |
| 2008 | In the Closet                                      | Press                | Jody Wheeler                                     |
| 2008 | Tell Me (film krótkometrażowy)                     | Skippy               | Jody Wheeler                                     |
| 2008 | Another Gay Sequel: Gays Gone Wild!                | Stan the Merman      | Todd Stephens                                    |
| 2011 | Sister Mary                                        | Chad                 | Scott Grenke                                     |
| 2011 | Judaszowy pocałunek (Judas Kiss)                   | Chris Wachowsky      | J. T. Tepnapa                                    |
| 2011 | Maraton filmów grozy (Chillerama)                  | Ricky                | Adam Rifkin, Tim Sullivan, Adam Green, Joe Lynch |
| 2012 | Welcome to New York (film krótkometrażowy)         | Jake                 | Steven Tylor O'Connor                            |
| 2013 | Potrójna gra (Triple Crossed)                      | Andrew Warner        | Sean Paul Lockhart                               |
| 2013 | Prawda (Truth)                                     | Caleb Jacobs         | Rob Moretti                                      |
| 2014 | Midnight (film krótkometrażowy)                    | Shane                | T.R. Wilkinson                                   |
| 2014 | The Dark Place                                     | Jake Bishop          | Jody Wheeler                                     |
| 2014 | Kissing Darkness                                   | Jonathan             | James Townsend                                   |